# Igreja do Bom Pastor
A Igreja do Bom Pastor (em inglês: Church of the Good Shepherd) é uma igreja católica localizada na Avenida North Bedford Drive, 505, em Beverly Hills, Califórnia, Estados Unidos. A igreja atende à comunidade desde a década de 1930 e já serviu de palco para muitos casamentos e funerais de celebridades.

## Historia
A Igreja do Bom Pastor foi projetada em 1924 pelo arquiteto James J. Donnellan, no estilo neocolonial hispano-americano. Foi inaugurada em 1º de fevereiro de 1925 pelo bispo John Joseph Cantwell, sendo a igreja mais antiga de Beverly Hills.
Em 1959, ela foi reformada, sendo adicionado um novo altar principal de mármore e dois altares laterais, selando em cada altar relíquias de Santa Felicidade e Santa Perpétua, e de Santa Vibiana, padroeira da Arquidiocese de Los Angeles. Os vitrais originais que compõem a fachada do prédio, originários da França, Alemanha e Ilhas Britânicas, foram restaurados pelo Studio Paul Phillips.

## Paroquianos
Ao longo dos anos, a Igreja do Bom Pastor se tornou o local de celebrações para a maioria das estrelas de cinema católicas que vivem em Beverly Hills.
Entre os inúmeros casamentos realizados neste local, destacam-se os de Elizabeth Taylor com Conrad "Nicky" Hilton, Loretta Young e Tom Lewis, Rod Stewart e Rachel Hunter, Mark Wahlberg e Rhea Durham, Carmen Miranda e David Sebastian.
Os funerais de celebridades incluem
- Rudolph Valentino (1926)
- Carmen Miranda (1955)[3]
- Gary Cooper (1961)
- William Frawley (1966)
- Pier Angeli (1971)
- Jack Haley (1979)
- Alfred Hitchcock (1980)[4]
- Vincente Minnelli (1986)
- Rita Hayworth (1987)[5]
- Danny Thomas (1991)
- Eva Gabor (1995)
- Mary Frann (1998)
- Frank Sinatra (1998)[6]
- Don Adams (2005)
- Merv Griffin (2007)
- Zsa Zsa Gábor (2016)

## Na cultura popular
A Igreja do Bom Pastor foi o local da cena do funeral no filme A Star Is Born (1954), estrelado por Judy Garland e James Mason.